# Stazione di San Vito-Lanciano
La stazione di San Vito-Lanciano è una stazione ferroviaria, posta sulla ferrovia Adriatica, a servizio del comune di San Vito Chietino; è anche capolinea della ferrovia Sangritana, diretta alla vicina città di Lanciano.

## Storia
La stazione di San Vito-Lanciano venne attivata il 27 novembre 2005, sul tratto in variante a doppio binario della ferrovia Adriatica. Il nuovo impianto sostituì la vecchia stazione omonima, posta sul vecchio tracciato costiero a semplice binario.
Successivamente la stazione divenne punto d'origine del nuovo tracciato della ferrovia Sangritana, precedentemente attestata alla vecchia stazione.

## Strutture e impianti
La stazione si trova ad ovest dell'abitato di San Vito Chietino, posta al confine con la frazione della Marina, lungo la strada statale 84; si articola in due edifici, la palazzina dei passeggeri presso i binari, dotata anche di servizi igienici e tabellone delle partenze, il secondo palazzo più a nord è adibito a sala controllo e uffici dei ferrovieri. Vi è un ampio spiazzo per parcheggi, e uno spiazzo più a nord usato come deposito dei treni.

## Movimento
La stazione effettua nell'entroterra collegamenti con Lanciano, mediante la nuova stazione di via Bergamo, altrimenti si inserisce nel percorso della Ferrovia Adriatica: a nord si collega con Pescara, Teramo e San Benedetto del Tronto; a sud con Vasto e Termoli.

## Nuova stazione di Lanciano
La nuova stazione a Lanciano è stata inaugurata il 15 marzo 2008 ed è situata all'interno di un fosso posto tra il colle di Sant'Antonio e il colle Santo Spirito o del quartiere Santa Rita. Raggiungibile dalla strada statale 84 tramite il viadotto Santo Spirito, o anche da Via per Treglio (colle Santa Rita) e da via Bergamo, venendo dall'ospedale "Floraspe Renzetti", è stata progettata con un ampio piazzale per il parcheggio. La palazzina ospita sia gli uffici dei ferrovieri che la sala d'attesa dei passaggeri, situata a piano terra assieme alla biglietteria e al bar. L'ingresso è preceduto da un portico, dalla scritta in verde e giallo "TRASPORTO UNICO ABRUZZESE" e da una piccola torretta con l'orologio.
Nonostante la modernità della stazione, ci sono evidenti problematiche di collegamento pedonale tra la stazione e il centro di Lanciano, per cui occorre salire tutta via Bergamo, verso la chiesa di Sant'Antonio di Padova o l'ospedale civile, passando sotto il viadotto Santo Spirito, senza alcuna agevolazione per i pedoni; la TUA ha cercato di ovviare a questo problema istituendo un servizio di navetta per i passeggeri che collega la stazione con il centro cittadino.

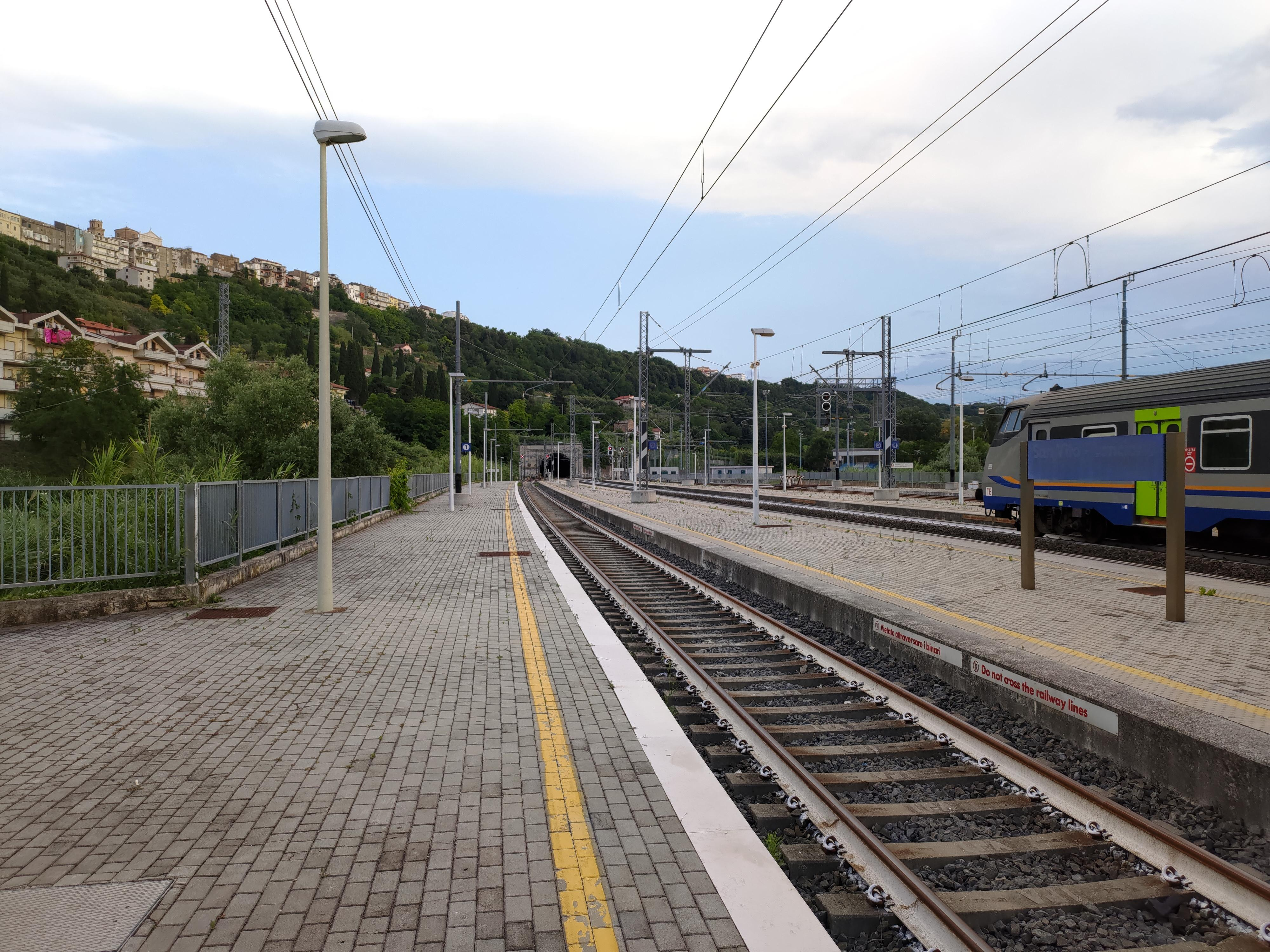
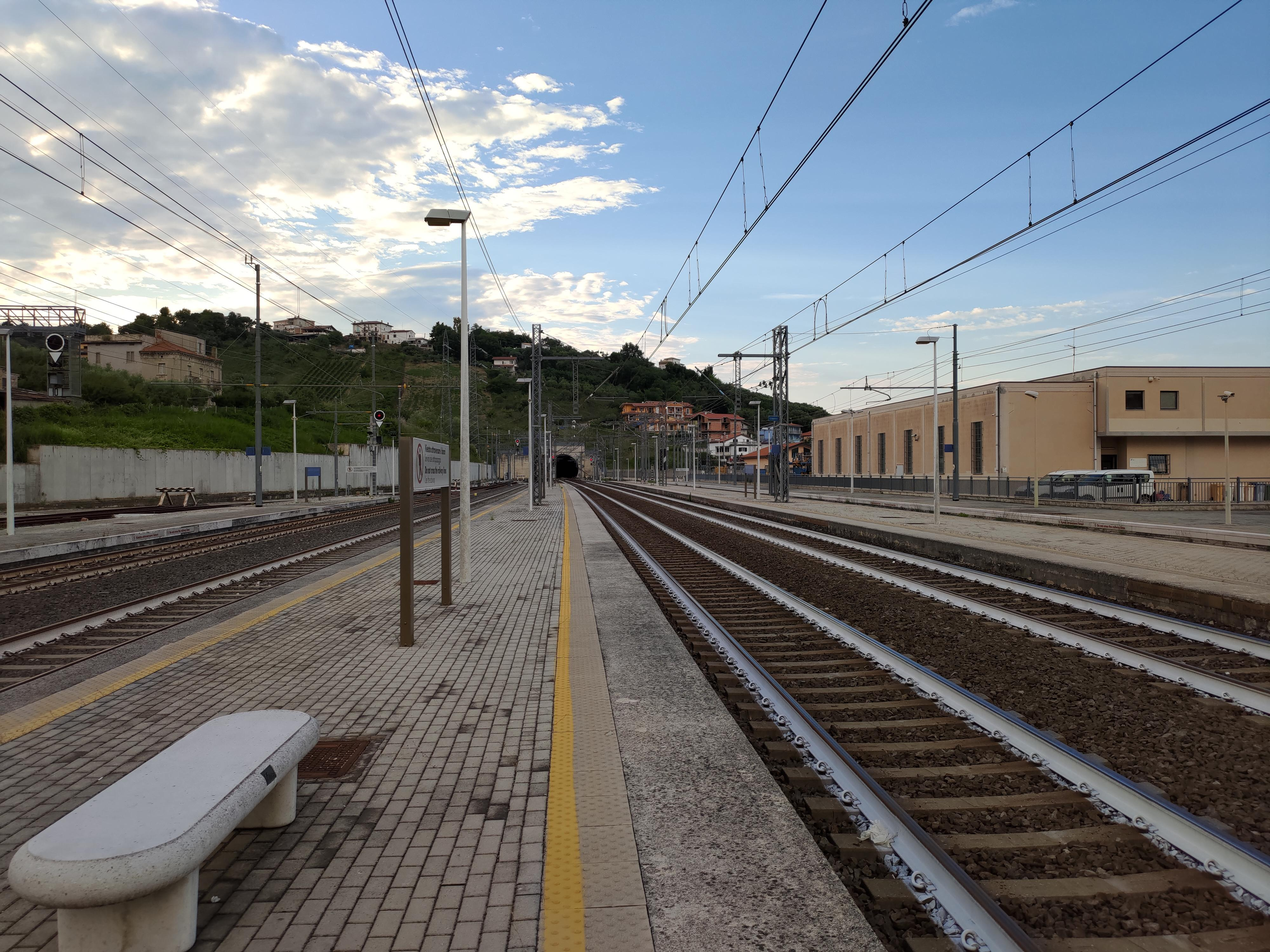
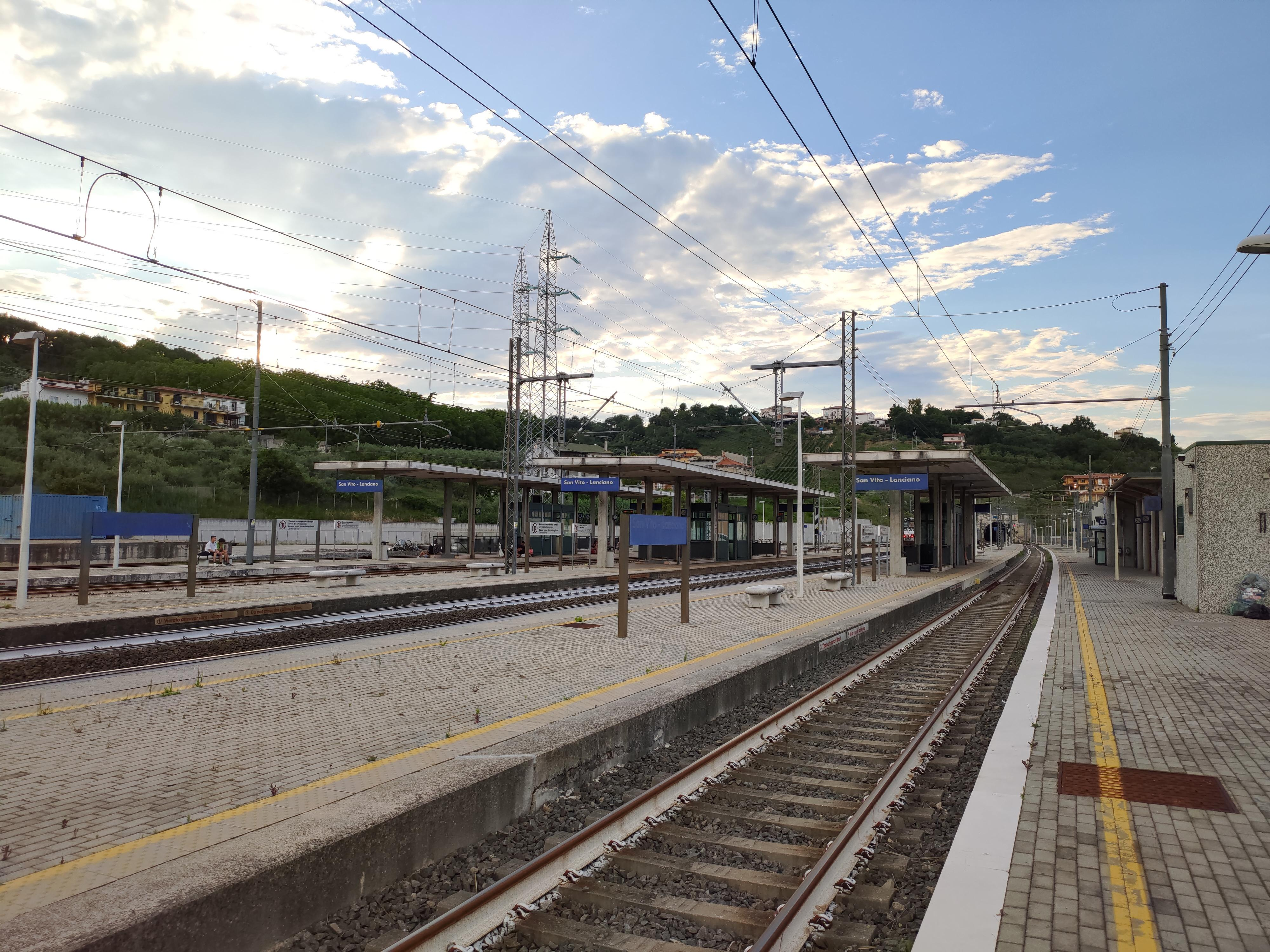
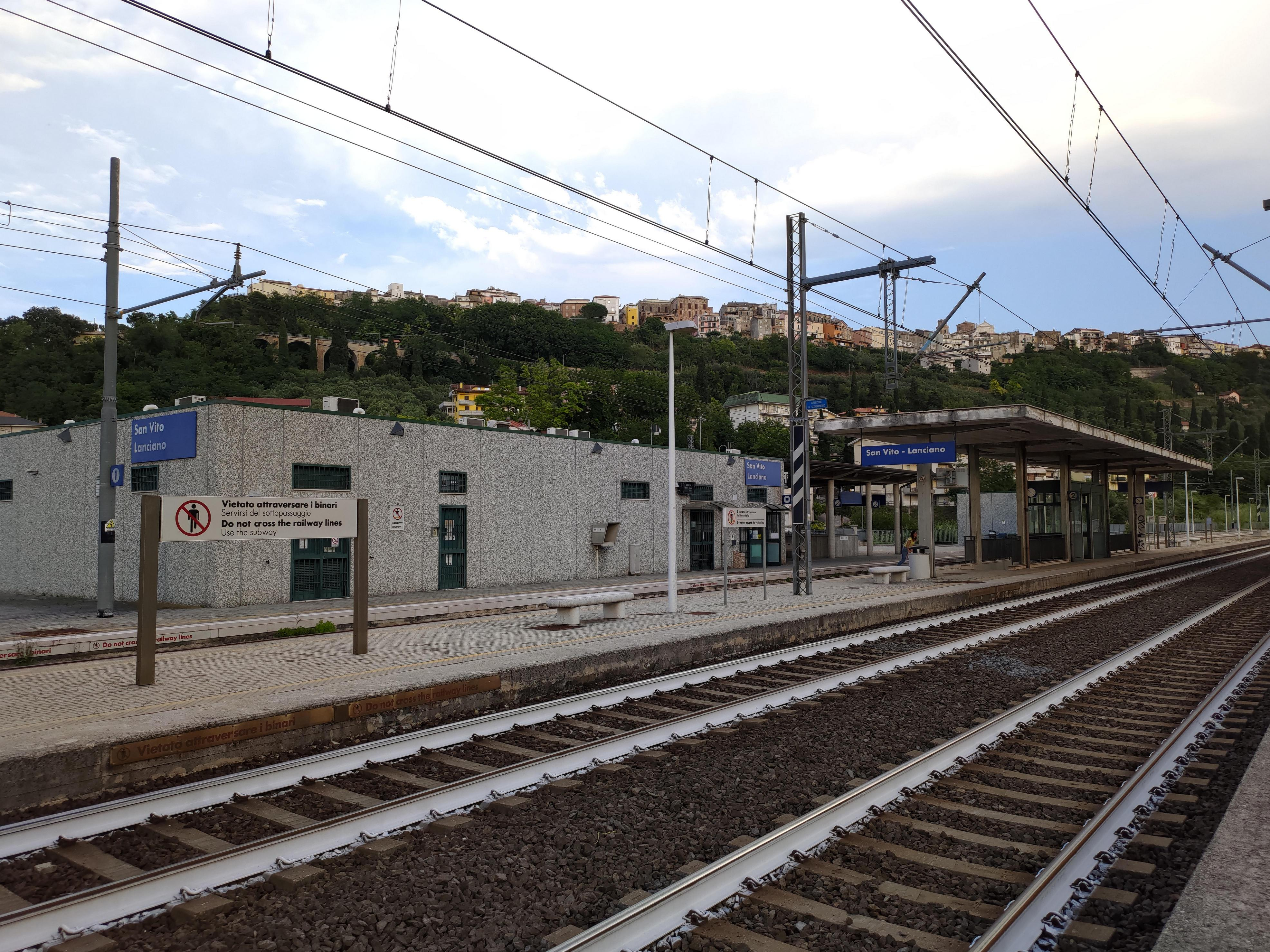
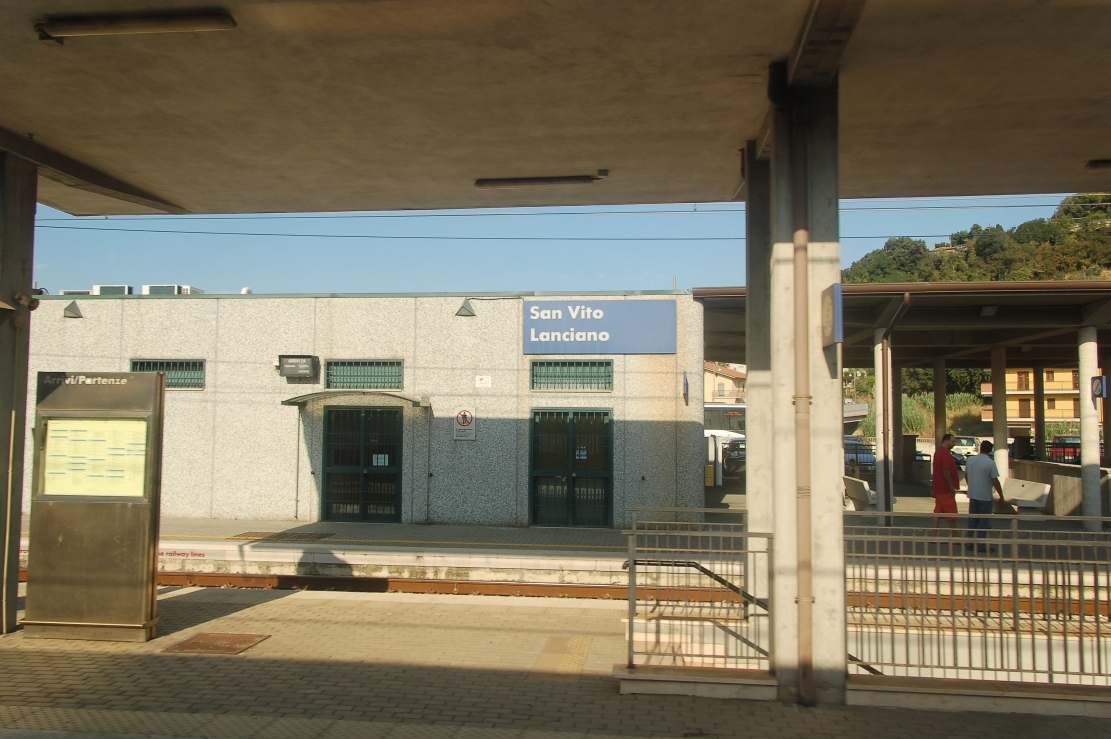

## Servizi
- Sportello informazioni
- Biglietteria a sportello
- Biglietteria self-service
- Parcheggio per auto